# Кеменер, Ронан
Ронан Кеменер (фр. Ronan Quemener; 13 февраля 1988, Париж, Франция) — французский профессиональный хоккеист, вратарь. Игрок сборной Франции по хоккею с шайбой.

## Биография

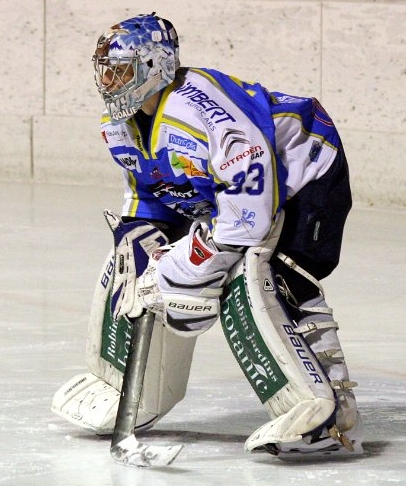
Ронан Кеменер

Кеменер начал профессиональную карьеру в молодёжном клубе «Бретань». В 2004 году перешёл в молодёжный состав хоккейного клуба «Руан». В сезоне 2007/08 дебютировал за команду в чемпионате Франции, став чемпионом страны вместе с клубом. С 2009 по 2011 защищал ворота клуба «Гап». В 2010 году был удостоен трофея Жан-Пьера Граффа как лучший новичок лиги, а в 2011 году — трофея Жана Феррана как лучший вратарь турнира. В сезоне 2011/12 выступал за «Гренобль». С 2015 года — вратарь шведского клуба «Аспловен». Летом 2012 года подписал контракт с «Бриансоном». В 2011 году впервые принял участие в первенстве мира по хоккею с шайбой за национальную команду Франции.